# Bahnstrecke Cotonou–Parakou
| Netzkarte von Benin – blau: Bahnstrecke Cotonou–Parakou |                     |                |                |
| Streckenlänge: | 438 km              |                |                |
| Spurweite: | 1000 mm (Meterspur) |                |                |
| Zweigleisigkeit: | nein                |                |                |
| |                     |                |                |
| \| \| \| von Pobè \| \| \| \| Cotonou \| \| \| \| Godomey \| \| \| \| Pahou \| \| \| \| nach Ségbohoué \| \| \| \| Tori-Bossito \| \| \| \| Allada \| \| \| \| Houègbo \| \| \| \| von Zagnanado \| \| \| \| Bohicon \| \| \| \| Dan \| \| \| \| Setto \| \| \| \| Savè \| \| \| \| Kokoro \| \| \| \| Kilibo \| \| \| \| Toui \| \| \| \| Tchaourou \| \| \| \| Tchachou \| \| \| \| Parakou \| |                     |                |                |
| Strecke (außer Betrieb) |                     | von Pobè       | von Pobè       |
| Bahnhof (Strecke außer Betrieb) |                     | Cotonou        | Cotonou        |
| Bahnhof (Strecke außer Betrieb) |                     | Godomey        | Godomey        |
| Bahnhof (Strecke außer Betrieb) |                     | Pahou          | Pahou          |
| Abzweig geradeaus und nach links (Strecke außer Betrieb) |                     | nach Ségbohoué | nach Ségbohoué |
| Bahnhof (Strecke außer Betrieb) |                     | Tori-Bossito   | Tori-Bossito   |
| Bahnhof (Strecke außer Betrieb) |                     | Allada         | Allada         |
| Bahnhof (Strecke außer Betrieb) |                     | Houègbo        | Houègbo        |
| Abzweig geradeaus und von rechts (Strecke außer Betrieb) |                     | von Zagnanado  | von Zagnanado  |
| Bahnhof (Strecke außer Betrieb) |                     | Bohicon        | Bohicon        |
| Bahnhof (Strecke außer Betrieb) |                     | Dan            | Dan            |
| Bahnhof (Strecke außer Betrieb) |                     | Setto          | Setto          |
| Bahnhof (Strecke außer Betrieb) |                     | Savè           | Savè           |
| Bahnhof (Strecke außer Betrieb) |                     | Kokoro         | Kokoro         |
| Bahnhof (Strecke außer Betrieb) |                     | Kilibo         | Kilibo         |
| Bahnhof (Strecke außer Betrieb) |                     | Toui           | Toui           |
| Bahnhof (Strecke außer Betrieb) |                     | Tchaourou      | Tchaourou      |
| Bahnhof (Strecke außer Betrieb) |                     | Tchachou       | Tchachou       |
| Kopfbahnhof Streckenende (Strecke außer Betrieb) |                     | Parakou        | Parakou        |

Die Bahnstrecke Cotonou–Parakou war Magistrale des Bahnverkehrs und die längste von vier Eisenbahnstrecken in Benin, die heute alle keinen Betrieb mehr aufweisen.

## Geschichte

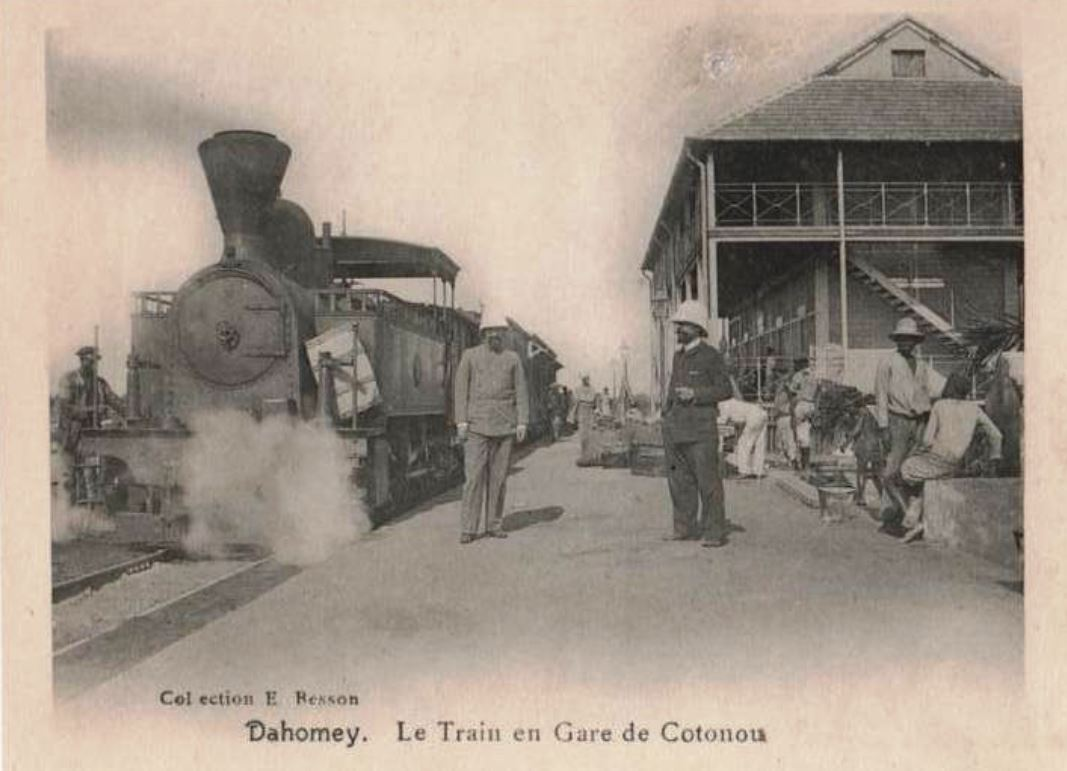
Bahnhof Cotonou

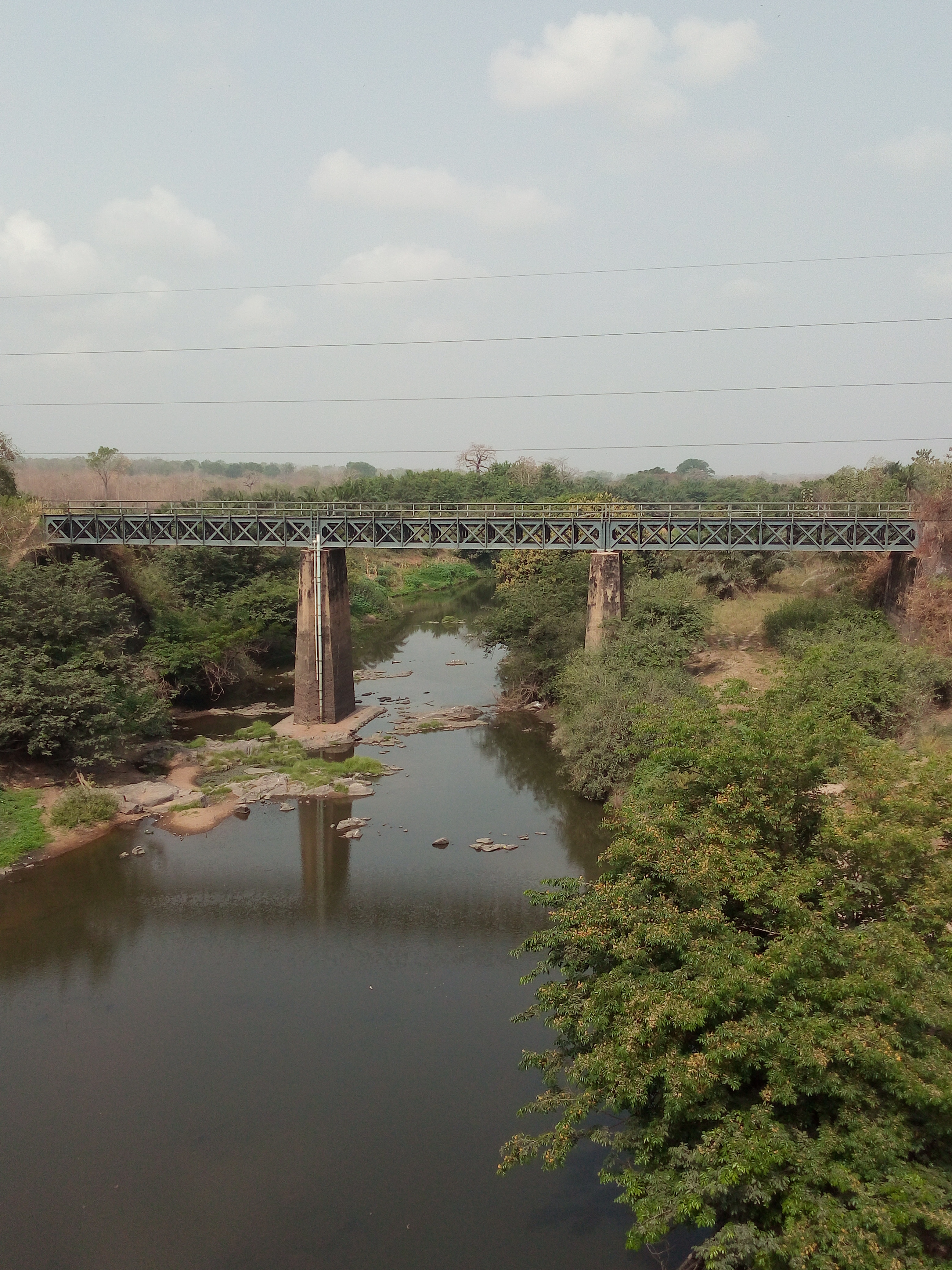
Brücke über den Zou

Die Strecke entstand als Abzweig von der 1906 in Betrieb genommenen 47 km langen Eisenbahn von Cotonou nach Ouidah mit dem Ziel, das Innere von Französisch-Westafrika besser zu erschließen. Dafür kam damals nur der Bau einer Eisenbahn in Frage. Eine der entsprechenden Achsen war die Verbindung des etwa 1000 km im Landesinneren liegenden Niamey mit dem nächstgelegenen Tiefseehafen Cotonou. Der Bau der Strecke begann in den 1930er Jahren vom Bahnhof Pahou aus und wurde von dort nach Norden vorangetrieben. 1936 erreichte die Betriebsspitze Parakou, wo der Bahnbau endgültig stecken blieb.:44
Die Trägergesellschaft des Unternehmens gehörte den Regierungen von Benin (damals: Dahomey) und Niger. Seit 1959 trug die Bahngesellschaft die Bezeichnung Organisation Commune Bénin-Niger des Chemins de fer et des Transports. Mitte Oktober 2015 wurde die Gesellschaft – unter Beibehaltung von Minderheits-Anteilen durch die beiden Staaten – privatisiert und in Bénirail umbezeichnet.
Personenverkehr fand bis 2005 oder 2007:44 statt. Es verkehrten täglich mehrere Personenzüge und ein Nachtzug mit Schlafwagen. Dann wurde der Personenverkehr eingestellt. Bis 2019 verkehrte täglich ein Güterzugpaar. In der Folgezeit konnten sich Bénirail und die staatliche Erdölgesellschaft Petrolin, der Hauptkunde, nicht über Trassengebühren einigen. Daraufhin wurde 2019 der Bahnverkehr eingestellt, die Mitarbeiter in „technische Arbeitslosigkeit“ geschickt. Seitdem findet der gesamte Güterverkehr zwischen Cotonou und Niger auf der Straße statt, im Schnitt mit 300 Lkw-Fahrten pro Tag. Ein Lkw ist auf der etwa 1000 km langen Strecke etwa eine Woche unterwegs.:44

## Technische Parameter

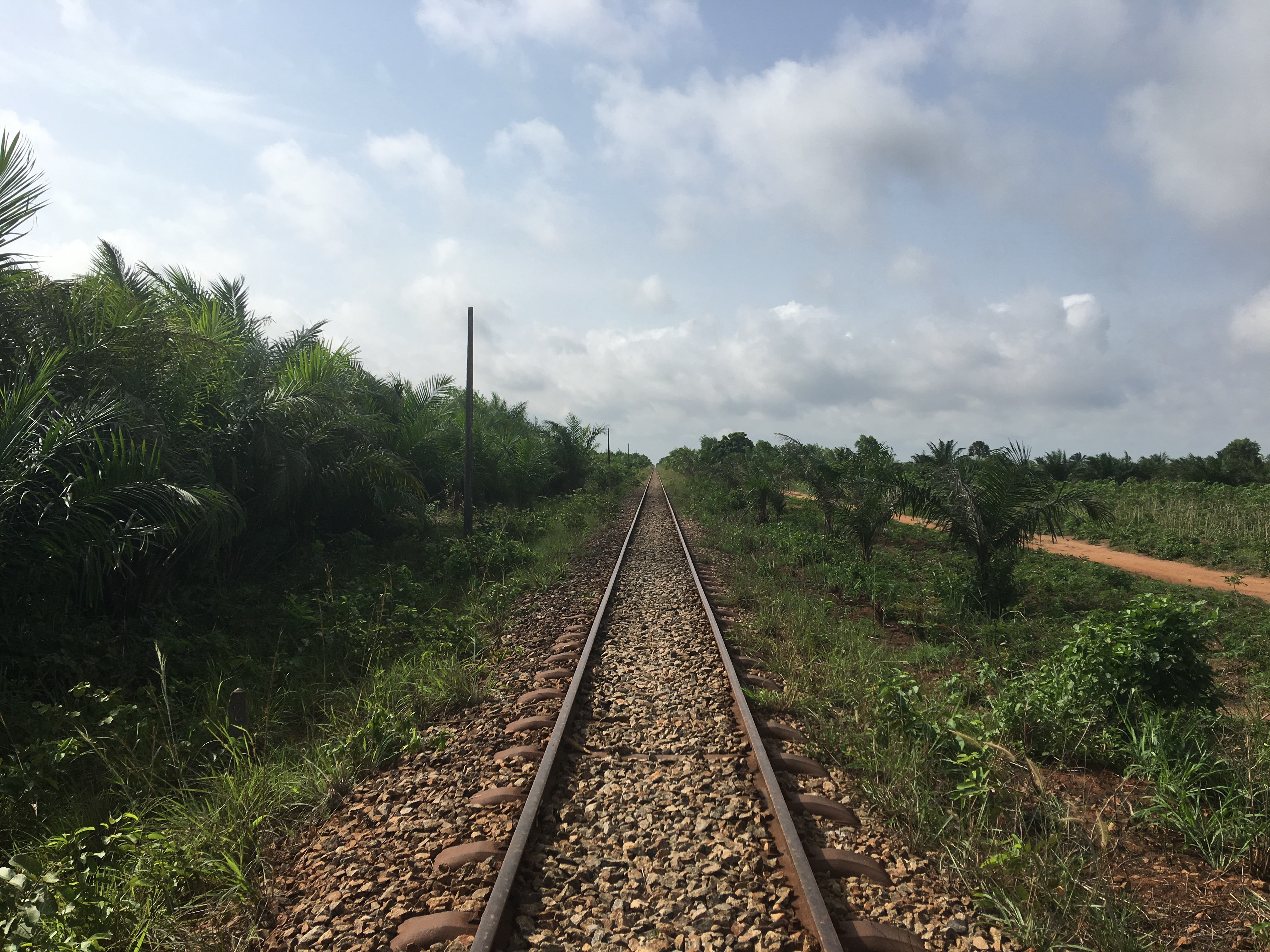
Strecke bei Tori-Bossito

Die Strecke war eingleisig, in Meterspur errichtet und 438 km lang.:44 Zuletzt wurde sie mit Diesellokomotiven befahren.

## Verlängerung nach Niamey / Niger
Seitens Benin wurde 2010 dem beninischen Ölkonzern Petrolin eine Konzession für den Weiterbau der Strecke von Parakou bis zur Staatsgrenze zum Niger erteilt. 2013 kündigte der französische Konzern Bolloré an, im Rahmen eines größeren Projekts in Westafrika auch die Bahnstrecke Cotonou–Parakou bis Niamey verlängern zu wollen. 2014 begann er mit dem Bau eines ersten Abschnitts, der Bahnstrecke Niamey–Dosso, und erhielt seitens Niger eine Konzession für die Bahnstrecke Cotonou–Niamey über 30 Jahre. Hinsichtlich der Konzession für den Streckenneubau in Benin kam es daraufhin zu einem Rechtsstreit zwischen Petrolin und Bolloré, den Petrolin 2015 gewann, das aber offensichtlich nicht in der Lage war, ein solches Projekt umzusetzen. Die Regierung von Benin wandte sich deshalb an die China Railway Construction (CRCC), die das Projekt auf 3,3 Mrd. Euro schätzte, an einer Umsetzung aber kein Interesse zeigte.:44